# Frutti selvaggi
Frutti selvaggi (Les fruites sauvages) è un film del 1954 diretto da Hervé Bromberger.

## Riconoscimenti
- 1954 - Festival del cinema di Locarno
  - Premio della Giuria internazionale della critica